# Entosthodon niloticus
Entosthodon niloticus là một loài Rêu trong họ Funariaceae. Loài này được (Delile) Schimp. mô tả khoa học đầu tiên năm 1855.